# Сканування простору (фільм, 2012)
Сканування простору — австралійський науково-фантастичний бойовик — фільм жахів 2012 року. Режисер Джастін Дікс; сценарій спільно написали Дікс, Едді Бару та Адам Патрік Фостер.

## Про фільм
Команда елітних бійців загону особливого призначення вирушає на таємну військову базу, щоб порятувати наукову групу, яку атакують в'язні-втікачі. Підрозділ спрямований проникнути в підземний військовий комплекс Пайн-Геп у Австралії, зазнає нападу невідомих сил.

## Знімались
| Актор           | Роль   |
| --------------- | ------ |
| Ніколас Белл    | Цезар  |
| Джон Брамптон   | Елвіс  |
| Флетчер Гамфріс | Кід    |
| Дітч Дейві      | Ромео  |
| Едді Бару       | Форпак |
| Пета Сержант    | Вікі   |